# Хохлатый ибис
«Хохла́тый и́бис» (кит. трад. 塬上) — китайский фильм 2017 года режиссёра Ляна Цяо.
Фильм — лауреат Гран-при «Золотой Святой Георгий» XXXIX Московского кинофестиваля (2017)

## Сюжет
Пекинский журналист Вэнь Кан отправляется в свой родной город после того, как оттуда пришло сообщение об обнаружении хохлатого ибиса — редкой птицы, обитающей только в экологически чистой местности.
На малой родине Кан не рады: он уже когда-то написал разоблачительный материал о том, как местный цементный завод загрязняет атмосферу.
Появление хохлатого ибиса опять угрожает градообразующему предприятию: статья о редкой птице может привести к установлению в этом районе природоохранной зоны, и завод закроется уже навсегда, и без того небогатые местные жители останутся без работы - а это его одноклассники и родственники. И даже директор завода Жэнь, приказавший найти и спрятать ибиса - его бывший школьный друг. Вынь Кан, Жень, умирающая от рака легких первая любовь Кана Жаде, её взрослый калека сын, глуповатый хозяин ресторана лапши, pr-директор завода, любовница Женя, старый учитель Юань - история их взаимоотношений раскрывается во флешбеках.
Кан все время испытывает чувство вины перед людьми, ведь в попытках улучшить их жизнь он, наоборот, сделает её труднее. Выбирая между журналистским долгом и частными интересами людей, журналист видит жестокий конфликт между выживанием и развитием современного Китая сопряжённого с загрязнением окружающей среды. Кан решает не писать о статью.

Если коротко, эта тонкая, красивая, неторопливая социальная драма показывает изнанку китайского «экономического чуда», которое привело страну к экологической катастрофе.
Постепенно история выходит за рамки маленькой заметки и превращается в большое исследование целой страны, как человек вместе с природой становится заложником непомерного и бесконтрольного индустриального развития, зависти людей, амбиций и жажды наживы. Режиссеру знакомы все эти реалии — отчасти построив фильм на своем опыте, он не постеснялся рассказать о своей малой родине и нравах местных экс-друзей на пресс-конференции. Несмотря на то, что 99 % фильма протекает в черно-белом режиме с легким налетом сепии, картинка от этого не страдает — операторы работали в красивейшей гористой местности и запечатлели природу во всей красе.— Василина Щукина, THR Russia, 2017 

В «Хохлатом ибисе» показана депрессивная провинция и её обитатели, которые либо мечтают уехать в большой город, либо погрязли в безысходности. Единственное, в чем создатели фильма видят надежду,— это сохранение дружеских и семейных связей, которые в конечном итоге и помогают герою вновь обрести мир с самим собой.— Юлия Шагельман, Коммерсантъ, 2017

## В ролях
- Гао Цзыфэн — Вэнь Кан
- Хайянь Мэн
- Ван Пэйлу
- Хэ Мяо
- Чжао Цзыфен

## Показ
По словам режиссёра его фильм «был показан только в крупных городах Китая. Большинству зрителей там этот фильм не понравился, поскольку зрителям нравятся коммерческие фильмы голливудского типа, но мой фильм нравится немногим».

## Фестивали
- XXXI кинопремия «Золотой петух» (2017) — фильм номинировался в категории «Лучший малобюджетный фильм»
- XXXIX Московский международный кинофестиваль (2017) — Гран-при «Золотой Святой Георгий» — лучший фильм

## Рецензии
- Валерия Новокрещенова — Редкая птица // Rara Avis, 12.07.2017